# Повод Марко Іванович
Марко Іванович Повод (1910—1985) — український педагог і науковець, кандидат філософських наук, доцент, учасник Другої світової війни, нагороджений орденом Леніна.

## До життєпису
Працював (1935—1963) у Ніжинському державному педагогічному інституті ім. М. В. Гоголя деканом факультету мови і літератури, зав. кафедрою філософії, ректором (1954—1963).
У 1941 році організував евакуацію викладачів і матеріальних цінностей в глибокий тил.
За його ініціативи у Ніжині був відкритий перший в Україні музично-педагогічний факультет (1958), створена кафедра музики та співів.